# University (comtat d'Orange)
University és un lloc designat pel cens (CDP) i una comunitat no incorporada al Comtat d'Orange (Florida) a l'est d'Orlando. La comunitat es centra al voltant de la Universitat Central Florida i inclou una ubicació a la banda sud anomenada University Park. La zona té assignats els codis postals 32816 i 32817. D'acord al cens del 2010 el CDP tenia 31.084 habitants. Forma part de l'àrea estadística metropolitana d'Orlando–Kissimmee–Sanford, Florida .
El CDP de University és a 28.5900 nord, 81.2045 oest, o aproximadament 15 milles (24 km) a l'est del centre d'Orlando.
Segons l'Oficina del Cens dels Estats Units el CDP té una superfície total de 9.4 milles quadrades (24.4 km2), de les quals 9.1 milles quadrades (23.5 km2) són terra i 0.35 milles quadrades (0.9 km2), o el 3,50%, és aigua.
El CDP de University és al nord-est de Union Park i al nord d'Alafaya. La comunitat és accessible per SR 408, SR 434 i SR 50 (Colonial Drive), que forma l'extrem sud del CDP.